# Factorio
Factorio là một game mô phỏng xây dựng và quản lý được phát triển bởi studio Wube Software của Cộng hòa Séc. Trò chơi được công bố thông qua chiến dịch gọi vốn cộng đồng Indiegogo vào năm 2013 và được phát hành cho Microsoft Windows, macOS và Linux vào ngày 14 tháng 8 năm 2020 sau giai đoạn tiếp cận sớm kéo dài 4 năm. Trò chơi theo chân một kỹ sư hạ cánh xuống một hành tinh xa lạ và phải thu hoạch tài nguyên và tạo ra nền công nghiệp để chế tạo tên lửa; tuy nhiên, là một game thế giới mở, người chơi có thể tiếp tục trò chơi đến cuối cốt truyện. Trò chơi có cả chế độ chơi đơn và nhiều người chơi.

## Lối chơi
Factorio thuộc thể loại mô phỏng xây dựng và quản lý tập trung vào việc thu thập tài nguyên với các yếu tố sinh tồn và chiến lược thời gian thực và ảnh hưởng từ các bản mod BuildCraft và IndustrialCraft dành cho tựa game Minecraft. Người chơi tồn tại bằng cách xác định vị trí và thu hoạch tài nguyên để chế tạo các công cụ và máy móc khác nhau, từ đó tạo ra các vật liệu tiên tiến hơn cho phép tiến tới các công nghệ và máy móc phức tạp hơn. Trò chơi tiến triển khi người chơi tiếp tục xây dựng và quản lý hệ thống kiểu nhà máy tự động của họ, hệ thống này tự động hóa việc khai thác, vận chuyển, xử lý và lắp ráp tài nguyên và sản phẩm. Người chơi nghiên cứu các công nghệ tiên tiến cho phép họ tạo ra những công trình, vật phẩm và nâng cấp mới, bắt đầu với quá trình tự động hóa cơ bản và cuối cùng dẫn đến lọc dầu, rô bốt và bộ khung ngoài trợ lực.
Trò chơi chính thức "chiến thắng" bằng cách phóng tên lửa, mặc dù lựa chọn bỏ qua mục tiêu này và thay vào đó tiếp tục xây dựng một nhà máy là có thể, vì Factorio là một tựa game thế giới mở. Việc chế tạo một tên lửa đòi hỏi một lượng lớn tài nguyên, thúc đẩy người chơi thiết lập một nhà máy lớn, hiệu quả nhằm đạt được mục tiêu này.

### Tác chiến
Người chơi lo lắng về việc bảo vệ bản thân và nhà máy của họ khỏi hệ động vật bản địa của hành tinh, được gọi là 'Biters', 'Spitters' và 'Worms', chúng ngày càng trở nên thù địch khi lượng khí thải ô nhiễm do nhà máy của người chơi tăng lên, cần phải xem xét sự cân bằng giữa sản xuất của người chơi và sự hung hãn của kẻ thù. Người chơi có thể sử dụng tháp phòng thủ, xe tăng và các loại vũ khí khác để loại bỏ đối phương. Xuyên suốt game, kẻ thù càng phát triển và khó bị đánh bại hơn.

### Chơi mạng
Chế độ chơi mạng cho phép mọi người chơi với nhau một cách hợp tác hoặc đấu lẫn nhau cả cục bộ và qua Internet. Factorio hỗ trợ cả máy chủ chuyên dụng cũng như máy chủ do người chơi chủ trì. Trong quá khứ, trò chơi sử dụng kết nối ngang hàng, tuy nhiên điều này đã bị loại bỏ khi các tùy chọn mạnh mẽ hơn được phát triển. Các tập tin thế giới đã lưu có thể được tải liền mạch trong chế độ chơi đơn hoặc nhiều người chơi. Theo mặc định, tất cả người chơi trên máy chủ chia sẻ công nghệ, trừ khi máy chủ máy chủ thiết lập hệ thống gồm nhiều đội. Có sự hiện hữu hỏa lực thân thiện. Trong khi giới hạn cứng cho người chơi là 65.535 do giới hạn của giao thức SOCKET, con số này chưa bao giờ đạt đến; các máy chủ phổ biến nhất đã có thể xử lý thành công hàng trăm người chơi cùng một lúc. Người chơi có thể chia sẻ bản thiết kế xây dựng với những người chơi khác trên máy chủ của họ, thông qua thư viện bản thiết kế công cộng.

## Đón nhận
Factorio nhận được sự đón nhận tích cực từ các nhà phê bình khi vẫn còn trong giai đoạn đầu. Trong Lễ trao giải Steam Awards năm 2018, Factorio được người dùng Steam bình chọn là Á quân trong hạng mục "Most Fun with a Machine". Vào đầu năm 2020, trò chơi đã bán được hai triệu bản, và vào đầu năm 2021, các nhà phát triển báo cáo đã bán được hơn hai triệu rưỡi bản.
Khi phát hành vào năm 2020, Factorio đã nhận được những đánh giá tích cực. Rick Lane của PC Gamer ca ngợi Factorio, gọi nó là "một kiệt tác chế tạo". Nicolas Perez của Paste đã ca ngợi việc sử dụng tiếp cận sớm của Factorio, nói rằng, "... Factorio đã nêu một ví dụ về khả năng thực sự của hệ thống tiếp cận sớm." Nó được mệnh danh là Trò chơi độc lập của năm trên IndieGameReviewer.com, sau cũng đặt tên cho nó là một trong những tựa game được mong đợi nhất vào năm 2013.

## Di sản
Neobuthus factorio là một loài bọ cạp thuộc họ Buthidae được tìm thấy ở Somaliland. Nó được đặt theo tên trò chơi bởi một trong những nhà nghiên cứu đầu tiên mô tả loài vừa là cha của nhà thiết kế và đồng đạo diễn trò chơi. Rock Paper Shotgun tưởng nhớ Factorio là game quản lý hay nhất thứ 7 cho PC.